# Калгой
Калгой (чечен. Къиелгие) — покинутый аул в Итум-Калинском районе Чеченской Республики.

## География
Расположен на правом берегу реки Мулкойэхк, у южного склона хребта Гумуртайкорт, к северо-западу от районного центра Итум-Кали.
Ближайшие населённые пункты и развалины бывших аулов: на северо-западе — бывшие аулы  Джанайхой и Пешхой, на северо-востоке — село Высокогорное, на юго-востоке — бывшие аулы Энисты, Боуторхой и Басхой, на юго-западе — аул Хурикой.